# 麻黄根
收涩药
《名医别录》
常用别名苦椿菜
药物来源为麻黄科植物草麻黄Ephedra sinica Stapf或中麻黄E. intermedia Schrenk et C.A.Mey.的根及根茎。主产于河北、山西、内蒙古、甘肃、四川等地。
植物形态见麻黄。
采集炮制立秋后采收。剪去须根，干燥切段。生用。
药材质量以表面棕红色，横断面木质部色淡黄，干燥者为佳。
性味归经甘，平。归肺经。
功效收敛止汗。
临床应用用于自汗，盗汗。本品甘平，功专敛肺固表止汗。治气虚自汗，常配伍黄芪、白术等，以补气固表止汗；治阴虚盗汗，常配伍生地黄、牡蛎等，以增强养阴敛汗之效；治产后气血不足之虚汗不止，配当归、黄芪等补益气血药，如麻黄根散。此外，本品外用亦有止汗之功。治虚汗，配牡蛎共研末外扑身上；治脚汗，配滑石、牡蛎共研末外用。
用法用量煎服，3~10g。外用适量，研末作扑粉。
使用注意有表邪者忌用。
性能特点本品甘平，主入肺经，能行周身之表而实肌腠，固卫气，功专收敛止汗，为止汗专药。治自汗、盗汗，内服、外用皆可。
参考资料
1. 本草文献《本草经集注》：“止汗，夏月杂粉用之。” 《药性论》：“麻黄根、节止汗。” 《本草正义》：“麻黄发汗，而根节专于止汗。”
2. 化学成分本品含多种生物碱，其主要成分为麻黄根素、麻黄根碱A、B、C、D及阿魏酰组胺等。尚含麻黄宁A、B、C、D和麻黄酚等双黄酮类等。
3. 药理作用麻黄根素有升高血压作用。麻黄根碱甲和乙有降血压作用。麻黄根浸膏可使离体蛙心的收缩减弱。对末梢血管有扩张作用。对肠管、子宫平滑肌呈收缩作用。